# Otatea aztecorum
Otatea aztecorum är en gräsart som först beskrevs av Mcclure och E.W.Sm., och fick sitt nu gällande namn av Cléofe Elsa Calderón och Thomas Robert Soderstrom. Otatea aztecorum ingår i släktet Otatea och familjen gräs. Inga underarter finns listade i Catalogue of Life.